# Otto Wilhelm von Bronckhorst zu Gronsfeld
Otto Wilhelm von Bronckhorst zu Gronsfeld SJ (* 12. Juni 1640 in Köln; † 5. April 1713) war ein römisch-katholischer Geistlicher, Weihbischof in Osnabrück und Münster sowie Apostolischer Vikar des Nordens.

## Leben und Wirken
Otto Wilhelm von Bronckhorst zu Gronsfeld wurde als zweitältester Sohn des Grafen Jost Maximilian von Bronckhorst-Gronsfeld und seiner Frau, Anna Christina von Hardenrath, in Köln geboren, trat in den Jesuitenorden ein, legte am 27. August 1662 die Profess ab und empfing 1671 die Priesterweihe. Einige Jahre später verließ er den Jesuitenorden und wurde am 7. November 1676 in das Erzbistum Köln inkardiniert.
Am 2. Januar 1693 ernannte Papst  Innozenz XII. Bronckhorst zum Titularbischof von Columbica und Weihbischof in Osnabrück. Am 24. April 1693 empfing er die Bischofsweihe. Bis 1699 wirkte er auch als Weihbischof im Bistum Münster, wo er 1698 die Observantenkirche weihte, 1694 im Emsland die Firmung spendete und 1698 dem erwählten Abt von Liesborn, Gregor Waltmann aus Lüdinghausen, die Benediktion erteilte. Papst Clemens XI. berief Bronckhorst am 13. Oktober 1702 zum Apostolischen Vikar des Nordens.